# 天主教孟买总教区
天主教孟买总教区（拉丁語：Archidioecesis Bombayensis）是罗马天主教在印度设立的一个总教区，下轄教区有纳西克教区、浦那教区和瓦薩伊教區。1886年9月1日，教宗良十三世将孟买教区升格为总教区。
現任总主教奧斯華·格拉西亞斯樞機于2006年10月14日由教宗本笃十六世任命。
總教区总部位于孟买南区科拉巴的圣名主教座堂。

## 总主教列表

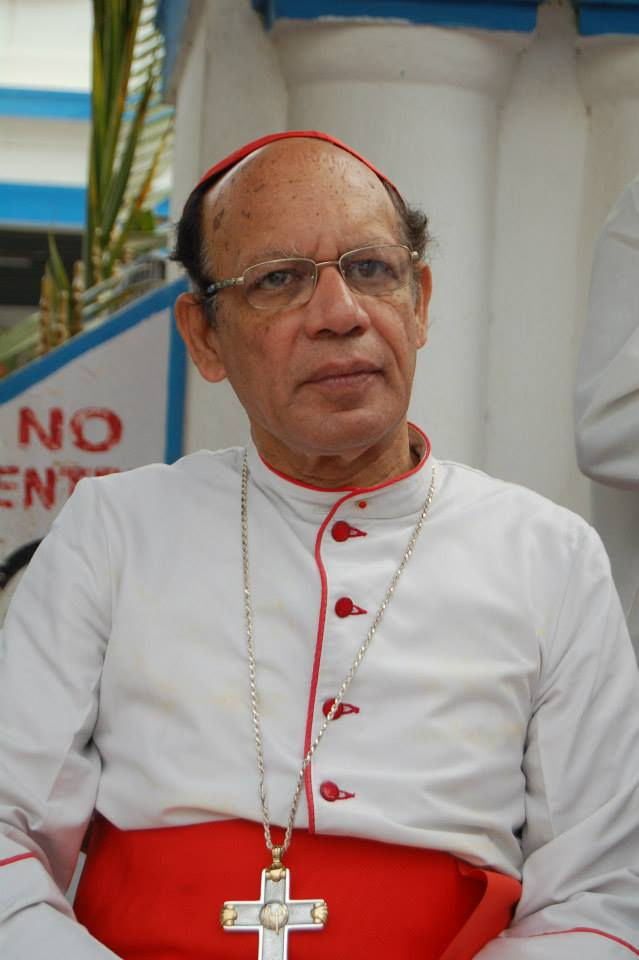
现任总主教奧斯華·格拉西亞斯

- George Porter (1886年12月21日－1889年8月26日)
- Theodore Dalhoff (1891年12月6日－1906年)
- Hermann Jurgens (1907年5月28日－1916年9月28日)
- Alban Goodier (1919年12月15日－1926年10月1日)
- Joachim Lima (1928年5月4日－1936年7月21日)
- Thomas Roberts (1937年8月12日－1950年12月4日)
- Valerian Cardinal Gracias (1950年12月1日－1978年9月11日)
- 西滿·皮門塔樞機 (1978年9月1日－1996年11月8日)
- 若望·迪亞斯樞機 (1996年11月8日－2006年5月20日)
- 奧斯華·格拉西亞斯樞機 (2006年10月14日至今)